# Улица Ауцес (Рига)
Улица А́уцес (латыш. Auces iela) — улица в Курземском районе города Риги, в историческом районе Агенскалнс. Начинается от улицы Слокас, пролегает в северном направлении и заканчивается тупиком. С другими улицами не пересекается. Длина улицы составляет 171 метр.
На всём протяжении улица асфальтирована, разрешено движение в обоих направлениях. Общественный транспорт по улице не курсирует.

## История
Улица Ауцес проложена в 1930-е годы по не застроенной ранее территории между улицей Межа и продолжением улицы Слокас через парк Победы. Название новоустроенной улице присвоено 30 ноября 1934 года — в честь латвийского города Ауце. Переименований улицы не было.
После Второй мировой войны выезд к улице Межа был ликвидирован, и улица Ауцес стала тупиковой.

## Застройка

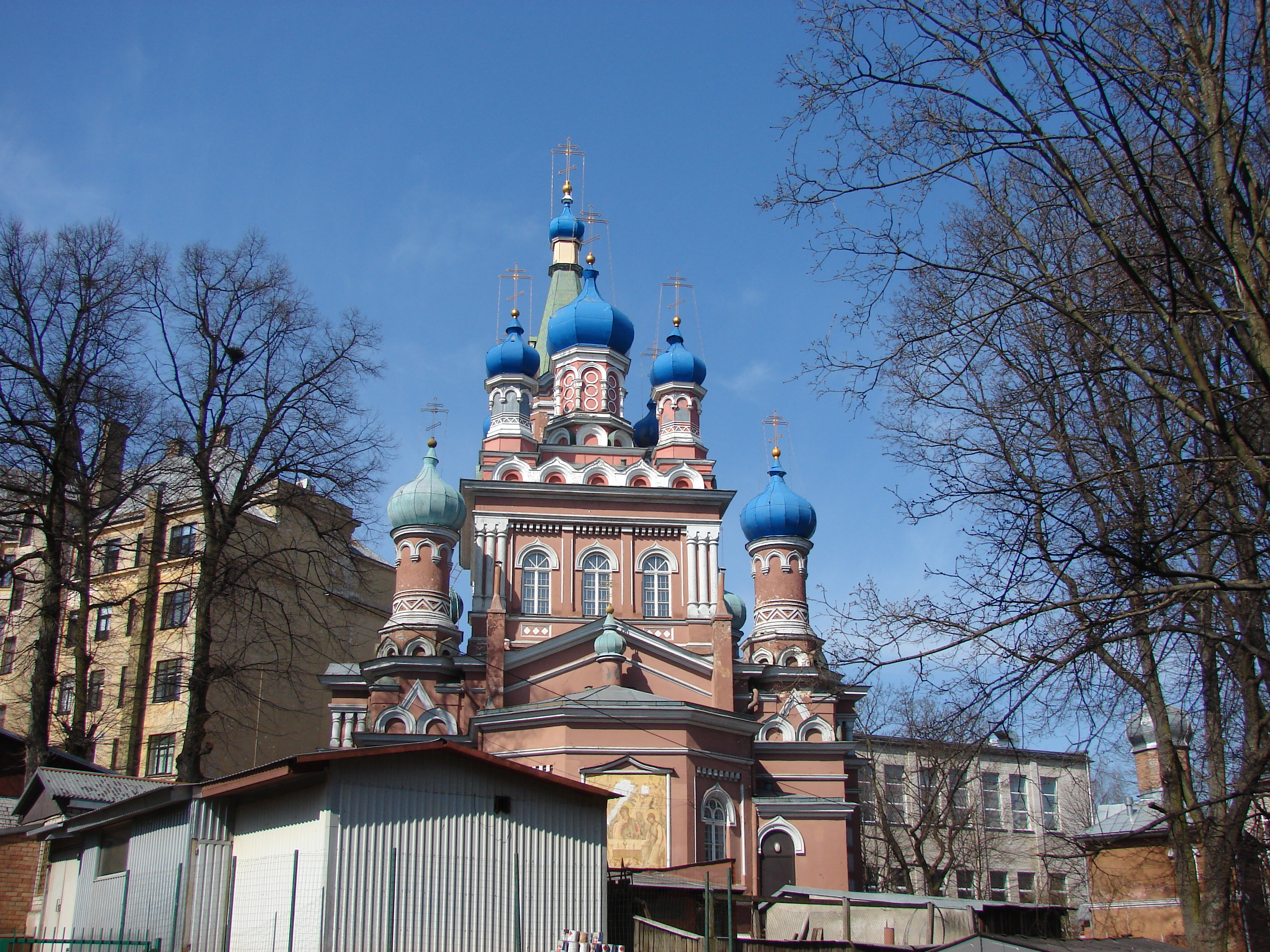
Вид Троицкой церкви от ул. Ауцес

Застройка улицы началась во второй половине 1930-х годов.
- Дом № 3 — доходный дом А. Блюма (1936, архитектор Эйжен Лаубе).
- Дом № 10 — дом Я. Закиса, в конце 1930-х годов — директора Рижского городского управления автомобильных сообщений[2][4].
- Дальняя часть улицы упирается в территорию православной Троицкой Задвинской церкви (ул. Межа, 2).